# Karine Dubouchet Revol
Karine Dubouchet Revol (* 6. Dezember 1971) ist eine französische Geschwindigkeitsskifahrerin.

## Werdegang
Revol ist seit 1996 im Speedski und seit dem 27. Februar 2002 im Weltcup aktiv. In ihrer ersten Weltcupsaison gewann sie den Gesamtweltcup, 2010 und 2012 jeweils zweiter. 2001 gewann sie bei den Damen, 2009 und 2011 die Goldmedaille, 2013 die Bronzemedaille und 2017 die Silbermedaille bei der Speedski-Weltmeisterschaft in der Speed-1-Klasse. 